# 布爾哈卡巴區
布爾哈卡巴區是索馬利亞的一個區，位於該國南部的拜州，首府為布爾哈卡巴。

## 外部鏈結
- 布爾哈卡巴區行政區域圖 （页面存档备份，存于）